# قبة (محافظة الأسياح)
تقع مدينة قبة في منطقة القصيم، محافظة الأسياح، وتبعد عن مدينة بريدة 133 كم شمال شرقها، يحدها من الجهة الجنوبية (ام جريف) على بعد 85 كيلومتراً
ومن الجهة الشمالية (الزبيرة) على بعد 120 كيلومتراً، ومن الجهة الشمالية الشرقية (ام نقي – السحيرا) على بعد 130 كيلومتراً، ومن الجهة الجنوبة الشرقية (ساموده –الثمامي) على بعد 100 كيلومتراً، ومن الجهة الغربية (عرق المظهور) على بعد 10 كيلومتراً، أما مايتبع قبة من القرى والهجر فهي: (طراق قبة – البعيثة – النقع – الدخول – مشاش بن ذويبان– ام السروج – الطليحي – طيب اسم – القليب – الرديفة – الاجردي – أبا لحياص).

## تاريخها
قبة تاريخ إنشائها بأنها جاءت بإقطاع من الملك عبدالعزيز بن عبدالرحمن ال سعود إلى الشيخ عبدالمحسن بن صنيتان الفرم رحمهم الله جميعا عام 1340هـ 1922م وكان محسن الفرم وجماعته آنذاك أهل خيل وابل ويبحثون عن المواقع التي تتوافر بها أنواع المراعي وتحقق طلبهم من خلال هذه المكان اللذي أصبح فيما بعد نقطة انطلاق لجيوش التوحيد ومحطة هامة للقوافل التجارية بين الكويت والعراق والقصيم قبل إنشاء الطرق الحديثة وضل أميرنا عليها حتى وفاته عام 1387هـ 1967م وجاء من بعد ابنه الأكبر جلال الفرم الذي خلف والده على الاماره الا انه لم يعمر طويلا اذ لحق بوالدة وثم جاء أخيه عبد الله الفرم اللذي خلف اخاه عدة سنوات وتوفي وثم جاء محمد الفرم اللذي ضل أميرنا على قبة حتى تقاعده عام 1436هـ 2015م وجاء من بعد ابنه سعود بن محمد الفرم إلى الآن.

## التركيبة السكانية
تٌشكل مدينة قبة مسقط رأس قبائل بني علي من حرب وهم يمثلون النسبة الأكبر من السكن مع وجود نسب متفاوته فيما بينها من القبائل الأخرى
ويبلغ عدد سكانها 20.000 نسمة.

## معالمها الأثرية
قصر الإمارة القديم قصر قبة الاثري والذي يعدّ من أكبر القصور الأثرية بالمنطقة إن لم يكن أكبرها على الإطلاق، بني بأمر من الملك عبد العزيز وذلك في عام 1351هـ لتوطين البادية ومراقبة المهربين حيث تعدّ بلدة قبة المنفذ الشمالي الشرقي لمنطقة القصيم، وقد استغرق بناؤه عدة سنوات حيث كانت تنقل مواد البناء كالخشب وغيره من مدينة بريدة حملاً على الإبل، ومادة بنائه الطين المطوي وسمك جدرانه متر تقريباً.
ويحتوي على مقر لرئيس المركز وسكن للرئيس وعائلته وكذلك مقر لمدير البرقية «راعي البرقية كما كان يسمى» وسكن للمدير وعائلته، وغرف للضيافة ومسجد وسجن وبئر مائي، وخمسة أبراج للمراقبة وغرفة داخل كل برج، ويخرج المراقب لأعلى البرج عن طريق درج «وكانت تسمى طاية» حتى يصل لسقف غرفة المراقب ومن ثم سلالم من الخشب توجد في زوايا تلك الأبراج من الداخل وتوجد فتحات جانبية صغيرة في أعلى تلك الأبراج.
وقد تعاقب عليه كثير من الرؤساء ومنهم: محمد بن عرفج، ابن نفيسة، ناصر بن دوخي، ابن سالم، ابن شهيل، إبراهيم بن عمار، سعد العميري، علي بن سيف، عبد الرحمن بن شبيب وأخيراً عبد الله الفرم وغيرهم الكثير.
فهذا القصر الذي يعدّ أعجوبة في بنائه وتصميمه إلا انه ما زال يفتقد للترميم حماية له من الزوال حيث أصبح آيلاً للسقوط بسبب عوامل التعرية.

## الوجهة السياحية
لا تزال قبة إحدى واجهات منطقة القصيم السياحية في مجال سياحة الصحراء والوجهة الرئيسية لهواة القنص والرحلات البرية بما يتوفر فيها من طبيعة وأودية وغابات يذكر لنا صالح بن عبد الله النحية نائب عضو المجلس البلدي بقبة بعضا منها وهي البسيتينات والسهل وأبو خيمة وأبو مراكي ودخان والطليحي وفيضة الرديفة وفيضة الاجردي وهو يأمل ان يعاد بحث إنشاء سد كانت وزارة الزراعة بصدد إقامته على شعيب السهل والذي سيخدم المزارعين والجانب السياحي ويدرأ خطر الوادي ومدينة قبة تعدّ منتزه ربيعي ذو أجواء خلابة، ففي فصل الربيع تكسو الخضرة أراضيها سواء الرملية منها أو الجبلية، وموقعها المتميز بين النفود - عرق المظهور - والأرض الجبلية جعل منها منتزها جذابا. ويقع في مدينة قبة بما يسمى بالفياض وهي الأرض الجبلية وتكون بالعادة شبه مستديرة ومنقعا للماء وتكسوهه الخضرة بعد مكث الماء فيها أياما. وهذه الفياض كثيرة وأهمها وأشهراه فيضة البريكة وفيضة أم اعشر وفيضة الحسكي وغيرها الكثير
ويبعد عنها بحوالي أربعين كيلا شرقا طريق زبيدة.

## الموقع الجغرافي
تقع مدينة قبة شمال شرق وتبعد عن مدينة بريدة 135كم. وعن مدينة عنيزة 170 كم وعن حفر الباطن 235كم. وعن مدينة الرياض 450 كم.